# Puchar Mistrzów CONCACAF (1968)
Puchar Mistrzów CONCACAF 1968 – czwarty sezon Pucharu Mistrzów CONCACAF, najbardziej prestiżowego turnieju w północnoamerykańskiej klubowej piłce nożnej.
W rozgrywkach wzięło udział dziewięć drużyn z ośmiu krajów. Został zastosowany podział na trzy grupy regionalne – Ameryki Północnej, Środkowej i Karaibów. Dwumecz finałowy nie odbył się; walkowerem zwyciężył meksykański zespół Deportivo Toluca, ze względu na dyskwalifikacje półfinalistów: surinamskiego Transvaalu i gwatemalskiej Aurory.

## Uczestnicy
| Kraj                | Zespół                   | Sposób kwalifikacji                |
| ------------------- | ------------------------ | ---------------------------------- |
| Antyle Holenderskie | Scherpenheuvel           | Mistrz Antyli Holenderskich (1967) |
| Bermudy             | Somerset Trojans         | Mistrz Bermudów (1967/1968)        |
| Gwatemala           | Aurora                   | Mistrz Gwatemali (1967/1968)       |
| Honduras            | Olimpia                  | Mistrz Hondurasu (1967/1968)       |
| Kostaryka           | Alajuelense              | Mistrz Kostaryki (1965/1966)       |
| Meksyk              | Toluca                   | Mistrz Meksyku (1966/1967)         |
| Salwador            | Alianza                  | Mistrz Salwadoru (1966/1967)       |
| Surinam             | Transvaal                | Mistrz Surinamu (1967)             |
| Stany Zjednoczone   | New York Greek-Americans | Zdobywca US Open Cup (1967)        |

## Wyniki

### Strefa Ameryki Północnej

#### Pierwsza runda
| 26 maja 1968 | Somerset Trojans | 2:1 | New York Greek-Americans | White Hill Stadium, Sandys |  |
| 26 maja 1968 | ?' · ?'          |     | ?'                       |                            |  |
|              |                  |     |                          |                            |  |

| 2 czerwca 1968 | New York Greek-Americans | 1:0 | Somerset Trojans | Metropolitan Oval, Nowy Jork |  |
| 2 czerwca 1968 | ?'                       |     |                  |                              |  |
|                |                          |     |                  |                              |  |

| 1968 | Somerset Trojans | 1:2 | New York Greek-Americans     | Metropolitan Oval, Nowy Jork |  |
| 1968 | Horton ?'        |     | ?' Kosmidis · ?' Tsalouhidis |                              |  |
|      |                  |     |                              |                              |  |

#### Druga runda
| 29 września 1968 | Toluca                                                  | 4:1 | New York Greek-Americans | Estadio Toluca '70, Toluca |  |
| 29 września 1968 | Epaminondas 14', 85' (k.) · Ruvalcaba 25' · Linares 59' |     | 33' (k.) Tonorezos       |                            |  |
|                  |                                                         |     |                          |                            |  |

| 6 października 1968 | New York Greek-Americans    | 2:3 | Toluca                                   | Metropolitan Oval, Nowy Jork |  |
| 6 października 1968 | Jurisenvik ?' · Kosmidis ?' |     | ?' Ruvalcaba · ?' Dosal · ?' Epaminondas |                              |  |
|                     |                             |     |                                          |                              |  |

### Strefa Ameryki Środkowej

#### Pierwsza runda
| 3 kwietnia 1968 | Alajuelense | 0:2 | Aurora  | Estadio Alejandro Morera Soto, Alajuela |  |
| 3 kwietnia 1968 |             |     | ?' · ?' |                                         |  |
|                 |             |     |         |                                         |  |

| 7 kwietnia 1968 | Aurora | 0:1 | Alajuelense | Estadio del Ejército, Gwatemala |  |
| 7 kwietnia 1968 |        |     | 35' Daniels |                                 |  |
|                 |        |     |             |                                 |  |

| 21 kwietnia 1968 | Alianza    | 1:2 | Olimpia                  | Estadio Flor Blanca, San Salvador |  |
| 21 kwietnia 1968 | Jacques 3' |     | 42' Taylor · 51' Rosales |                                   |  |
|                  |            |     |                          |                                   |  |

| 28 kwietnia 1968 | Olimpia    | 1:0 | Alianza | Estadio Tiburcio Carías Andino, Tegucigalpa |  |
| 28 kwietnia 1968 | Flores 32' |     |         |                                             |  |
|                  |            |     |         |                                             |  |

#### Druga runda
| 3 listopada 1968 | Olimpia     | 1:1 | Aurora     | Estadio Tiburcio Carías Andino, Tegucigalpa |  |
| 3 listopada 1968 | Rosales 35' |     | 5' Recinos |                                             |  |
|                  |             |     |            |                                             |  |

| 10 listopada 1968 | Aurora                                   | 4:0 | Olimpia | Estadio del Ejército, Gwatemala |  |
| 10 listopada 1968 | Alemán 17', 59' · Frank 55' · Balboa 58' |     |         |                                 |  |
|                   |                                          |     |         |                                 |  |

### Strefa Karaibów
| 22 kwietnia 1968 | Scherpenheuvel | 1:1 | Transvaal | Ergilio Hato Stadium, Willemstad |  |
| 22 kwietnia 1968 |                |     |           |                                  |  |
|                  |                |     |           |                                  |  |

| 2 maja 1968 | Transvaal | 3:1 | Scherpenheuvel | André Kamperveen Stadion, Paramaribo |  |
| 2 maja 1968 |           |     |                |                                      |  |
|             |           |     |                |                                      |  |

### Półfinał
| 27 listopada 1968 | Transvaal         | 1:1 | Aurora | André Kamperveen Stadion, Paramaribo |  |
| 27 listopada 1968 | Wong Swie Sang ?' |     | ?' ?   |                                      |  |
|                   |                   |     |        |                                      |  |

| 1 grudnia 1968 | Aurora | 0:2 | Transvaal | André Kamperveen Stadion, Paramaribo |  |
| 1 grudnia 1968 |        |     |           |                                      |  |
|                |        |     |           |                                      |  |

### Finał
Finał nie odbył się z powodu dyskwalifikacji obydwóch półfinalistów – Transvaalu za pojawienie się na boisku trzech nieuprawnionych do występu graczy, zaś Aurory za wywołanie bójki przez kibiców. W konsekwencji tych wydarzeń 19 grudnia 1968 zespół Deportivo Toluca został ogłoszony przez CONCACAF zwycięzcą turnieju.
| ZDOBYWCA PUCHARU MISTRZÓW CONCACAF 1968 |
|                                         |
| TOLUCA                                  |
| 1. TYTUŁ                                |

## Strzelcy goli
3 gole
- Amaury Epaminondas (Toluca)

2 gole
- Reginaldo Alemán (Aurora)
- John Kosmidis (New York Greek-Americans)
- Donaldo Rosales (Olimpia)
- Felipe Ruvalcaba (Toluca)

1 gol

- Manuel Balboa (Aurora)
- Errol Daniels (Alajuelense)
- Juan Dosal (Toluca)
- Conrado Flores (Olimpia)
- Alex Frank (Aurora)
- Randy Horton (Somerset Trojans)
- Odir Jacques (Alianza)
- Victor Jurisenvik (New York Greek-Americans)
- Francisco Linares (Toluca)
- Manuel Recinos (Aurora)
- Ricardo Taylor (Olimpia)
- Nikos Tonorezos (New York Greek-Americans)
- Peter Tsalouhidis (New York Greek-Americans)
- Iwan Wong Swie Sang (Transvaal)